# Macrocarpaea affinis
Macrocarpaea affinis är en gentianaväxtart som beskrevs av Joseph Andorfer Ewan. Macrocarpaea affinis ingår i släktet Macrocarpaea och familjen gentianaväxter. Inga underarter finns listade i Catalogue of Life.